# Autobahndreieck Nahetal
Das Autobahndreieck Nahetal (Abkürzung: AD Nahetal; Kurzform: Dreieck Nahetal) ist ein Autobahndreieck in Rheinland-Pfalz bei Bingen am Rhein. Hier zweigt die Bundesautobahn 60 (Bingen – Rüsselsheim) von der Bundesautobahn 61 (Venlo — Koblenz — Hockenheim) (Europastraße 42) ab.

## Geographie
Das Dreieck befindet sich auf dem Gemeindegebiet von Bingen am Rhein, umgeben ist es von den Stadtteilen Dromersheim, Sponsheim, Dietersheim sowie der Gemeinde Ockenheim. Es liegt etwa 30 km westlich von Mainz und etwa 15 km nördlich von Bad Kreuznach.
Das Autobahndreieck Nahetal trägt auf der A 60 die Anschlussstellennummer 12, auf der A 61 die Nummer 50.

## Ausbauzustand
Sowohl die A 60 als auch die  A 61 ist in diesem Bereich vierspurig ausgebaut. Die Verbindung von der A 60 auf die A 61 in Richtung Koblenz ist zweispurig ausgebaut. Alle anderen Verbindungen sind einspurig.
Das Dreieck Nahetal war ursprünglich als Autobahnkreuz vorgesehen und trug deswegen einst den Namen Autobahnkreuz Bingen. Die ursprüngliche Planung als Autobahnkreuz ist heute noch im Aufbau erkennbar. Die A 60 sollte über das Dreieck Nahetal hinaus verlängert werden, welches inzwischen nicht mehr verfolgt wird. Stattdessen ist in den Jahren 2006–2007 ein Anschluss an das lokale Straßennetz erfolgt. Folglich handelt es sich beim Dreieck Nahetal um ein Autobahndreieck mit integrierter Anschlussstelle.
Die Verbindungen zwischen der A 61 und dem lokalen Straßennetz sind über die Kleeblattlösung erfolgt, bei den Verbindungen zwischen der A 60 und der A 61 ist Tangentenlösung erkennbar. Die Auffahrt auf die A 61 in Richtung Ludwigshafen geht nach 3 km in die Ausfahrt Bad Kreuznach über.

## Verkehrsaufkommen
| Von                 | Nach                    | Durchschnittliche tägliche Verkehrsstärke | Durchschnittliche tägliche Verkehrsstärke | Durchschnittliche tägliche Verkehrsstärke | Anteil Schwerlastverkehr | Anteil Schwerlastverkehr | Anteil Schwerlastverkehr |
| Von                 | Nach                    | 2005                                      | 2010                                      | 2015                                      | 2005                     | 2010                     | 2015                     |
| ------------------- | ----------------------- | ----------------------------------------- | ----------------------------------------- | ----------------------------------------- | ------------------------ | ------------------------ | ------------------------ |
| AD Nahetal          | AS Bingen-Ost (A 60)    | 37.000                                    | 44.500                                    | 50.300                                    | 10,5 %                   | 09,6 %                   | 10,2 %                   |
| Bingen-Mitte (A 61) | AD Nahetal              | 62.600                                    | 55.000                                    | 60.100                                    | 18,7 %                   | 19,2 %                   | 17,6 %                   |
| AD Nahetal          | AS Bad Kreuznach (A 61) | 63.200                                    | 54.400                                    | 63.400                                    | 17,1 %                   | 18,2 %                   | 15,7 %                   |
| L 242               | AD Nahetal              | 14.600                                    | 07.800                                    | keine Daten                               | 06,9 %                   | 12,3 %                   | keine Daten              |